# Regeringsformatie België april-mei 1980
Na de val van de regering-Martens II op 2 april 1980 ging de formatie van een nieuwe federale regering van start. De formatie duurde 40 dagen en leidde tot de vorming van de regering-Martens III.

## Verloop van de formatie

### Aanloop naar de formatie
Op 2 april 1980 vond in de Senaat een stemming plaats over de voorlopige gewestvorming. Premier Wilfried Martens (CVP) beschouwde die als een vertrouwensstemming over de regering. Bij de stemming over de oprichting van een Brusselse Gewestraad, waarin ook Franstaligen uit Vlaams-Brabant mochten zetelen, stemden evenwel 7 CVP-senatoren (Ferdinand De Bondt, Nora Staels-Dompas, Leo Lindemans, Paul De Kerpel, Marcel Storme, Mia Panneels-Van Baelen en Jan De Meyer) tegen, waardoor de vereiste tweederdemeerderheid niet meer werd gehaald.
Op 3 april ging Martens bij koning Boudewijn het ontslag van zijn regering aanbieden. De koning hield het ontslag in beraad en de premier kreeg enkele dagen tijd om uit te zoeken of de conflicten over de voorlopige gewestvorming gelijmd konden worden. Nadat hij met partijvoorzitters van meerderheid en oppositie had gesproken, ontving Martens op 4 april de voorzitters van de Senaatsfracties van regeringspartijen CVP, PSC, SP en PS om het wetsontwerp over de voorlopige gewestvorming bij te schaven. Op 8 april legde Martens aan partijvoorzitters Paul Vanden Boeynants (PSC), André Cools (PS), Leo Tindemans (CVP) en Karel Van Miert (SP) een compromisvoorstel voor, waarin waarborgen voor de Brusselse Vlamingen waren opgenomen. De Franstalige voorzitters Cools en Vanden Boeynants eisten als reactie waarborgen voor de Franstaligen in de Brusselse Rand, wat voor de Vlaamse partijen onbespreekbaar was. In de namiddag van 9 april ging Martens zonder resultaat naar de koning, die daarop het ontslag van de regering-Martens II aanvaardde. Koning Boudewijn begon vervolgens aan een consultatieronde.

### Informateur Willy Claes (12 april - 17 april 1980)

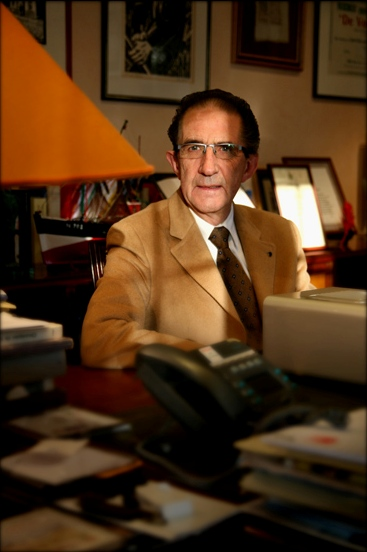
Willy Claes.

Nadat de koning zijn consultatieronde had afgerond, benoemde hij op 12 april 1980 ontslagnemend vicepremier Willy Claes (SP) tot informateur. Hij diende te onderzoeken hoe er zo snel mogelijk een nieuwe regering tot stand kon komen die enerzijds de sociaal-economische problemen zou behandelen en anderzijds zou beschikken over de vereiste tweederdemeerderheid om de tweede staatshervorming tot een goed einde te brengen. De vorige regering beschikte daar wel over in de Senaat, maar niet in de Kamer. Daarom was er sprake van dat men een poging zou doen om een tripartiteregering van christendemocraten, socialisten en liberalen te vormen.
Op 14 april voerde de informateur raadplegingen met Kamervoorzitter Charles-Ferdinand Nothomb, Senaatsvoorzitter Edward Leemans en de vertegenwoordigers van de politieke partijen. Een dag later werd Claes' opdracht als informateur verlengd. Hij had kunnen vaststellen dat de liberalen, christendemocraten en socialisten bereid waren om samen te regeren, maar er was nog geen overeenstemming bereikt over een programma. Op 17 april bracht Claes de voorzitters van CVP, PSC, SP, PS, PRL en PVV samen en legde hij hen een procedure voor waarin bepaald werd dat hoe de regeringsonderhandelingen zouden verlopen. Hierbij zou er tegelijkertijd over de sociaal-economische problemen en de gewestvorming worden onderhandeld. De zes partijvoorzitters gingen akkoord, waarna Claes zijn eindverslag als informateur ging indienen.

### Formateur Wilfried Martens (17 april - 18 mei 1980)

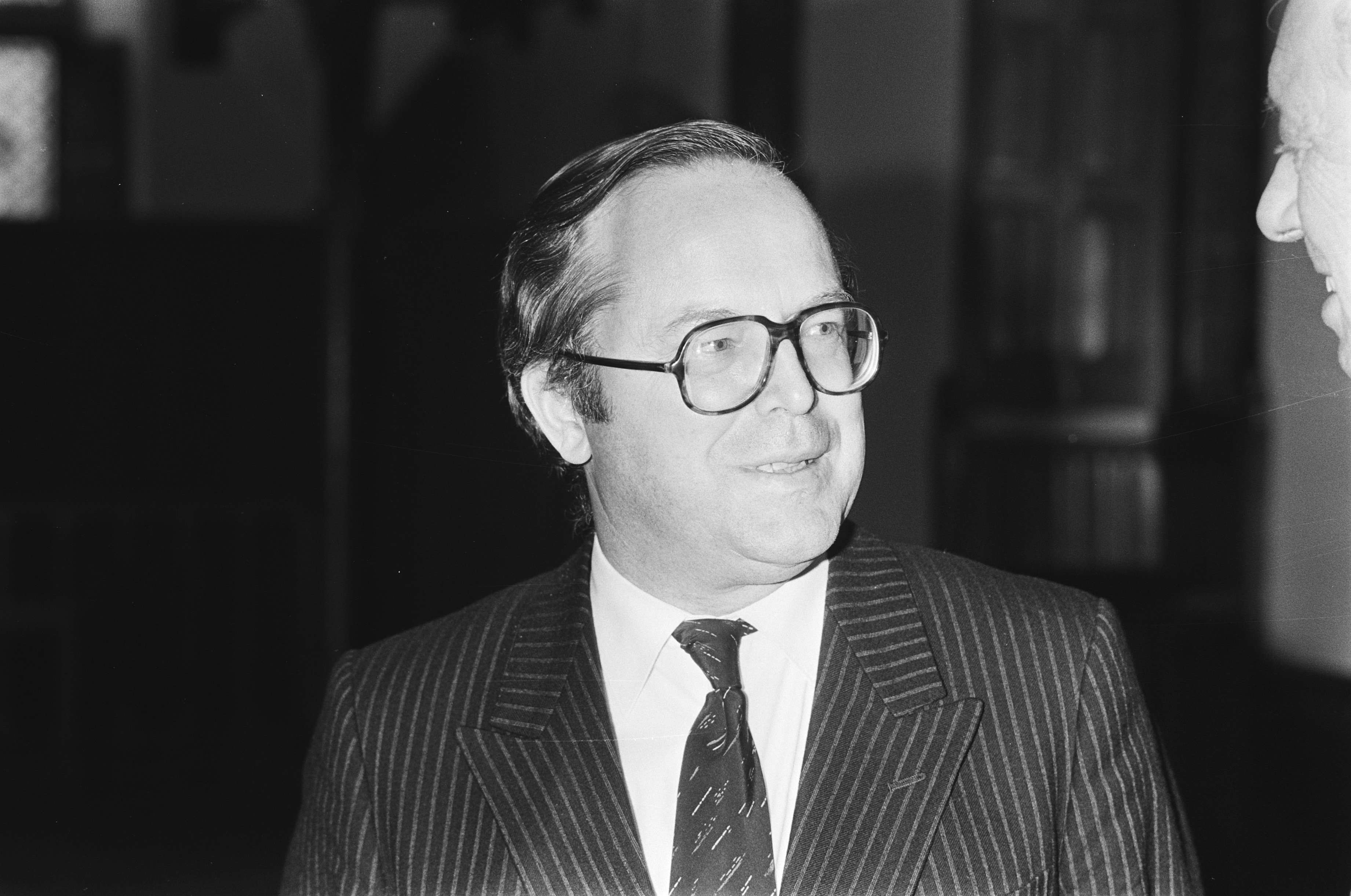
Wilfried Martens.

Dezelfde dag nog belastte koning Boudewijn ontslagnemend premier Wilfried Martens met de opdracht van formateur. Van 18 tot 20 april voerde hij verkennende gesprekken met de voorzitters van Kamer en Senaat en de voorzitters van de zes potentiële regeringspartijen.
Op 21 april begon de formateur dan aan de eerste onderhandelingsronde om de hoofdlijnen van het regeerakkoord uit te werken. Iedere partij stuurde een delegatie van twee onderhandelaars: CVP stuurde voorzitter Leo Tindemans en minister Jos Chabert, PSC voorzitter Paul Vanden Boeynants en minister Alfred Califice, SP voorzitter Karel Van Miert en vicepremier en oud-informateur Willy Claes, PS voorzitter André Cools en vicepremier Guy Spitaels, PVV voorzitter Willy De Clercq en oud-minister Herman Vanderpoorten en PRL voorzitter Jean Gol en oud-minister Robert Henrion. Op 23 april overhandigde Martens aan de zes partijen twee nota's: een sociaal-economische en budgettaire nota en een nota over de staatshervorming. De volgende dagen werden de nota's na de aanmerkingen van de onderhandelende partijen bijgeschaafd, waarna op 25 april een voorakkoord werd bereikt. Daarin werd beslist dat er een Vlaams en een Waals Gewest zou worden opgericht, terwijl het nog op te richten Brussels Gewest voorlopig onder nationale voogdij bleef. Op sociaal-economisch vlak werd dan weer beslist om de belastingen te verminderen, een belangrijke eis van de liberale partijen. Op zaterdag 26 april zetten CVP en de liberale partijen PVV en PRL het licht op groen om op basis van dit voorakkoord de onderhandelingen voort te zetten en op 28 april deden PSC, PS en SP hetzelfde.
Op 29 april ging de tweede onderhandelingsronde van start, waarin het voorakkoord verder werd uitgewerkt. De onderhandelende partijen moesten eerst aan de formateur laten weten welke nog niet besproken problemen prioritair moesten worden behandeld. Martens bracht die prioriteiten vervolgens onder in drie hoofdstukken: het sociaal-economisch beleid, het welzijns- en onderwijsbeleid en het buitenlands en het defensiebeleid. Vanaf 2 mei bogen technische werkgroepen zich dan over die thema's. Op 30 april begonnen tevens de gesprekken over de budgettaire toestand van België. In de vroege ochtend van 4 mei bereikten de onderhandelde partijen een akkoord over de begroting en de manier waarop de belastingverminderingen werden gecompenseerd. Dezelfde dag nog begonnen de onderhandelingen over de laatste communautaire knelpunten: de financiële middelen van de deelstaten, de lokalisering van de deelregeringen (als aparte regeringen of binnen de federale regering) en de verkiezing van de gewestraden. Hierover werd op 7 mei een akkoord bereikt. Op 9 mei werden de onderhandelingen over het onderwijs, de tewerkstelling, de sociale zekerheid en het economisch beleid afgerond. Op 10 mei werd ten slotte gesproken over het buitenlands, Europees en defensiebeleid. In de nacht van 10 op 11 mei 1980 raakten de onderhandelaars het volledig eens over het regeerakkoord.
De partijcongressen van CVP, PSC, SP, PS, PVV en PRL gingen op 14 en 15 mei akkoord met deelname aan de regering-Martens III. Op vrijdag 16 mei kwamen de voorzitters van deze zes partijen met formateur Martens samen om zich te buigen over de verdeling van de bevoegdheden in de regering. Nadat op 18 mei een akkoord werd bereikt over de portefeuilleverdeling, legden de 27 ministers en 9 staatssecretarissen van de regering-Martens III dezelfde dag nog de eed af in handen van de koning. Op 20 mei 1980 werd in het parlement de regeerverklaring voorgelezen, waarna de Kamer op 22 mei en de Senaat op 23 mei hun vertrouwen gaven aan de regering.
1919 · 1920 · 1921 · 1923 · 1924 · 1925 · 1926 · 1927 · 1929 · 1931 · mei 1932 · okt. 1932 · dec. 1932 · jun. 1934 · nov. 1934 · 1935 · 1936 · 1937 · 1938 ·  feb. 1939 · apr. 1939 · 1940 · 1944 · 1945 · feb-mrt 1946 · jul-aug 1946 · 1947 · 1948 · 1949 · jun 1950 · aug 1950 · 1952 · 1954 · jun. 1958 · nov. 1958 · 1961 · 1965 · 1966 · 1968 · 1971/72  · 1972/73 · 1974 · 1977 · 1978 · 1978/79 · apr.-mei 1980 · okt. 1980 · apr. 1981 · nov.-dec. 1981 · 1985 · oktober 1987 · 1987/88 · 1991/92 · 1995 · 1999 · 2003 · 2007 · 2008 · 2010/11 · 2014 · 2019/20 · 2024/25